# Hispanización de Estados Unidos

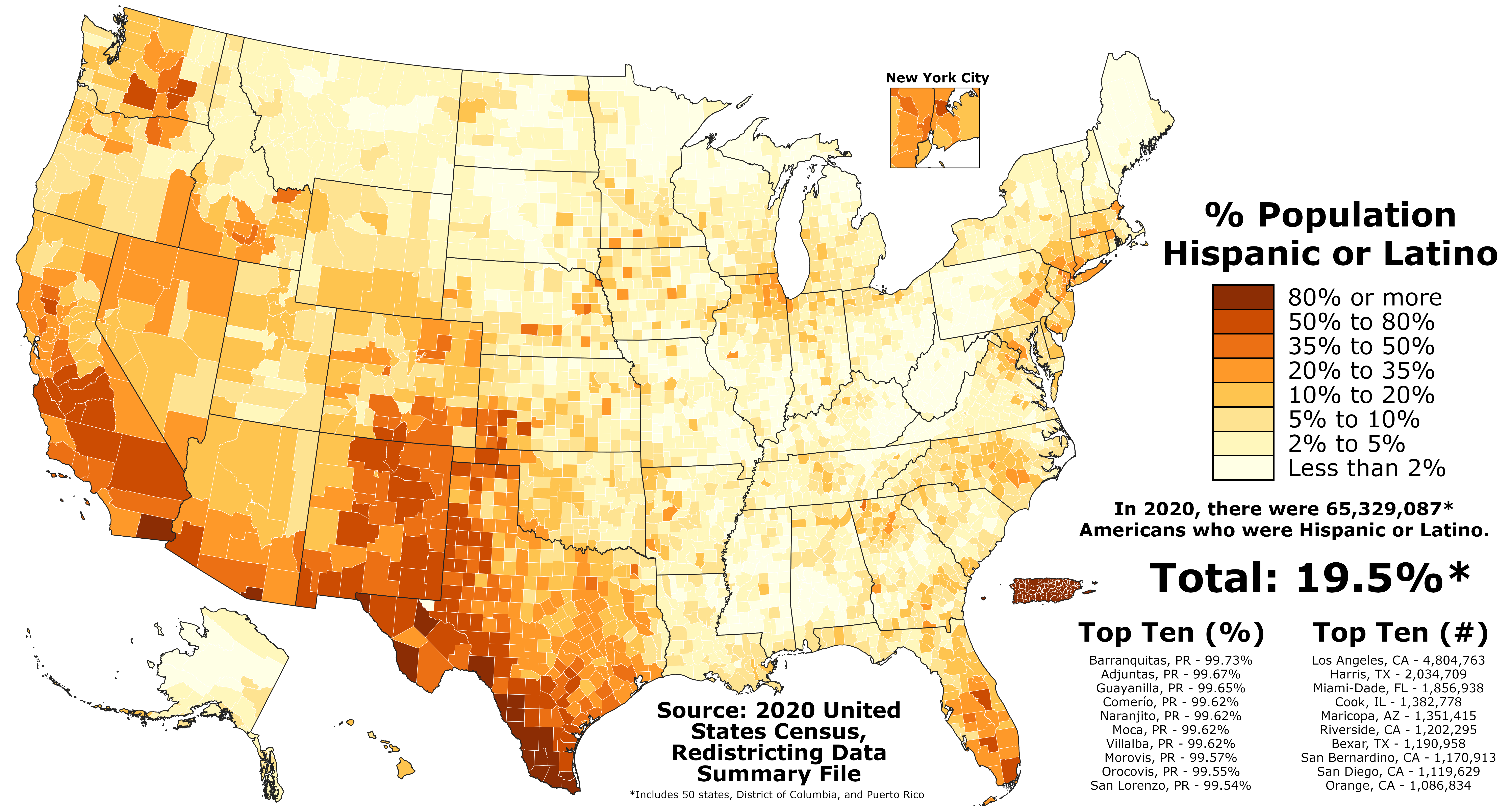
Proporción de hispanos y latinoamericanos en cada condado de los cincuenta estados, el distrito de Columbia y Puerto Rico según el censo de los Estados Unidos de 2020.

Se le conoce como hispanización de los Estados Unidos a un proceso social de carácter migratorio y cultural por el que la composición de la población estadounidense y su cultura están adquiriendo un creciente carácter hispano. La población hispana lleva asentada en el territorio estadounidense por más de cinco siglos. Parte del hecho de que un gran número de hispanos emigran temporal o permanentemente a los Estados Unidos por distintas razones. A causa de la gran cantidad de hispanos en Estados Unidos el país está adaptando sus tradiciones culturales, en especial en las áreas de influencia del idioma español en Estados Unidos.
El término hispano fue introducido en la década de los años 70 por la Oficina del Censo para referirse a las personas provenientes de Hispanoamérica y otros países en donde la lengua principal es el español.
Se estima que casi 60 millones de hispanohablantes viven en los Estados Unidos, y que de estos, alrededor de 45 millones hablan español en sus hogares, según la Oficina del Censo de los Estados Unidos. Actualmente, esto hace que el país uno de los países con más hispanohablantes del mundo. Se estima que para el año 2060 Estados Unidos será el segundo país hispanohablante más numeroso del mundo, solo detrás de México. Otro dato importante es que el español es el segundo idioma más estudiado en todos los niveles escolares en los Estados Unidos.

## Etnografía de Estados Unidos

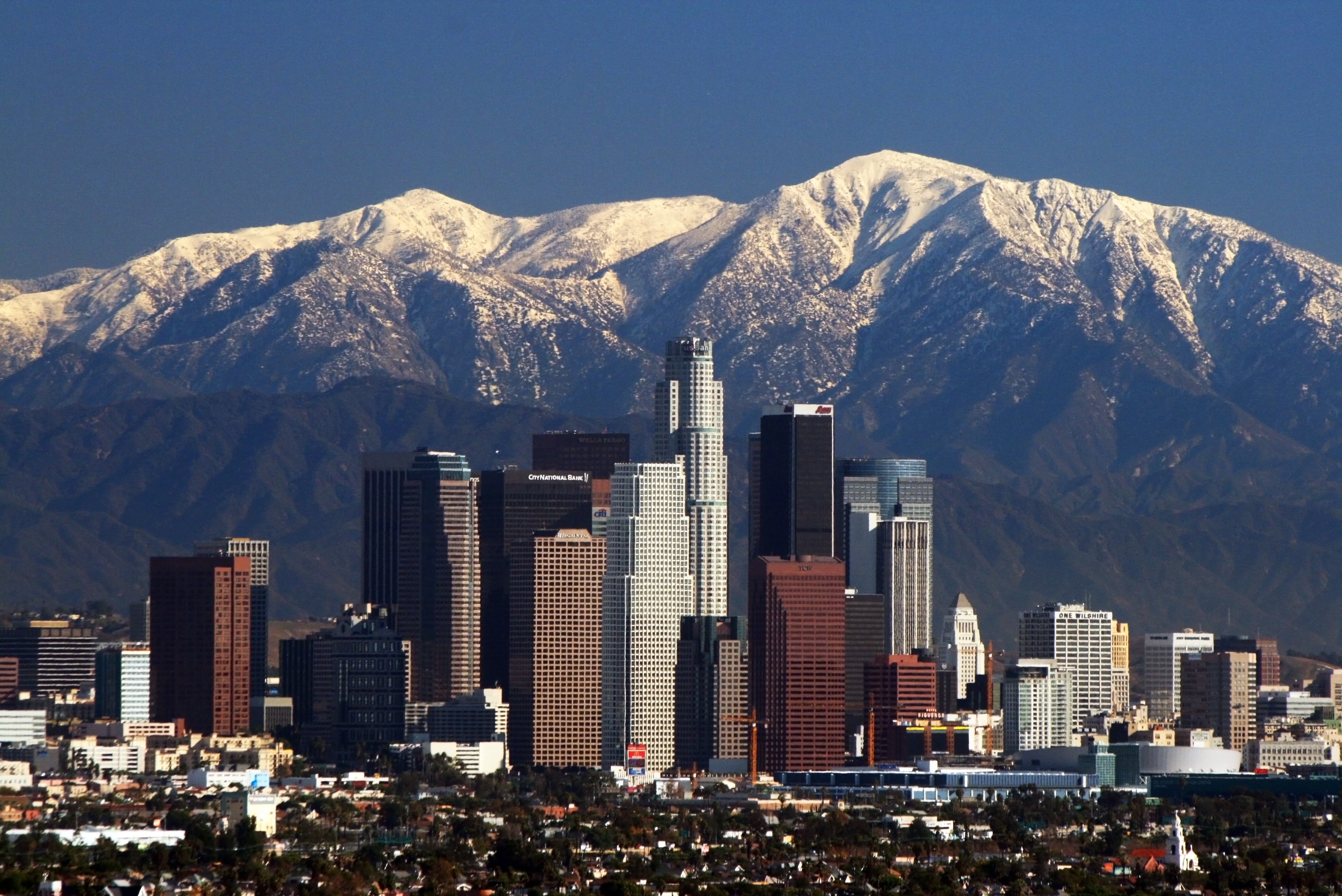
Los Ángeles (California), la segunda ciudad más extensa de Estados Unidos después de Nueva York, es la que concentra más hispanos en un país cuya primera lengua común no es el español.

El censo de los Estados Unidos clasifica a la población en un 74,7% (224,1 millones) de blancos, 12,1% (36,3 millones) de morenos o afroamericanos, 4,3% (12,9 millones) de asiáticos y 0,8% (2,4 millones) de amerindios. Personas de otros grupos constituyen el 6,0% (18 millones) y otras con dos o más grupos constituyen el 1,9% (5,7 millones). Otra estadística indica que las personas blancas europeas o descendientes de países europeos constituyen el 66,8% (200,4 millones) de la población total, mientras que todos los hispanos forman el 14,5% (43,5 millones) de la población total.
La esperanza media de vida al nacer en los Estados Unidos es de entre 77,1 y 80 años de edad para las mujeres y 74,4 años de edad para los hombres. En el año 2003, la población menor de 5 años de edad representaba un 6,8% (19.769 millones) del total frente al 12,4% (35.919 millones) de los mayores de 64 años de edad. La mayoría de la población es femenina. Según el censo del año 2000, representaban el 50,9% (143,5 millones) del total, 16 millones más que en la década anterior. Las mujeres que tienen 85 años de edad o más superan en número a los hombres, ya que son 3,0 millones de mujeres en comparación a los 1,2 millones de hombres. En cambio, la población de menos de 18 años de edad es de 37 millones de hombres y 35,1 millones de mujeres. En el año 2000, la población masculina era mayor que la femenina hasta el grupo de edad de los 30-34 años de edad, aunque a partir del grupo de edad de los 35-39 años de edad las mujeres superaban a los hombres. Donde las diferencias son más notorias es en los mayores de 65 años de edad. Hay más mujeres que hombres y la diferencia es de 6,4 millones de personas, ya que son 20,7 millones de mujeres en comparación a los 14,3 millones de hombres.
La densidad de población en los Estados Unidos era de 32 habitantes por kilómetro cuadrado en el año 2004. La mayor densidad de población se encuentra en el noreste de los Estados Unidos, entre la región de los Grandes Lagos y el océano Atlántico. Allí están ubicadas varias de las ciudades estadounidenses más grandes, como Nueva York, Chicago o Filadelfia. Nueva York es la ciudad más grande y  más poblada de los Estados Unidos. Esta área es la más antigua donde se establecieron los primeros colonos ingleses. Otra gran concentración de la población se encuentra en la costa oeste, en el estado de California, donde la colonización europea se inició más de un siglo antes, con colonos venidos de España, fundando ciudades como Los Ángeles, San Francisco, San José, San Diego o Sacramento.
Según el censo de los Estados Unidos del año 2000, la población se distribuía de la siguiente forma: 54 millones de personas en el noreste (19%), 64 millones de personas en los estados centrales del norte (22,9%), 100 millones de personas en el sur (35,6%) y 63 millones de personas en el oeste (22,5%). La mitad de la población estadounidense vivía en zonas suburbanas. Casi una tercera parte de los estadounidenses (29,9%) vivía en zonas metropolitanas con más de 5 millones de residentes a finales del siglo XX. El mayor incremento de la población hispana en los últimos años ha ocurrido en los estados de California, Texas, Illinois, Nueva York y Florida.
El 17 de octubre del año 2006, la Oficina del Censo de los Estados Unidos estimaba a la población del país en 300 000 000. Esta cifra incluyó a 12 millones inmigrantes ilegales.
Tradicionalmente, en las ciudades grandes han existido barrios en los que se agrupa la primera generación de inmigrantes de un país determinado, y luego sucesivas generaciones van dejando el lugar. Después de varias décadas de represión, las lenguas de los americanos nativos, las lenguas amerindias, aún se están conservando y enseñando en las reservas. Del mismo modo, se está recuperando el idioma español propio de las comunidades de Nuevo México y Colorado.

## La comunidad hispana en Estados Unidos

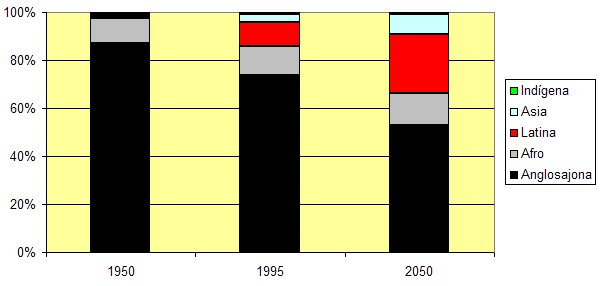
Previsión de la evolución de la población de EE. UU. por origen étnico según un informe oficial del gobierno estadounidense. En rojo puede verse la población de origen ("hispano") que, en un siglo, pasaría de ser estadísticamente indetectable a ocupar la segunda minoría en el año 2050, ascendiendo al 25%. En negro puede verse la población de origen anglosajón (blanca), reduciéndose casi a la mitad porcentual, mientras que la población morena o afroamericana (gris) se mantiene estable. Por su parte, la población de origen asiático también aumenta más que el doble llegando al 8,2% y la indígena se mantiene por debajo del 1%.

Es muy fácil ver que las políticas migratorias obedecen a las necesidades de mano de obra que este país requiere en el ámbito educativo, especialistas en las distintas profesiones, y mano de obra productiva no especializada. 
A pesar de la crisis en los Estados Unidos, el flujo migratorio hispanoamericano aún no ha disminuido, ya que el añorado sueño americano sigue siendo una meta para muchos residentes de Hispanoamérica, que buscan mejorar su realidad económica y satisfacer las necesidades más básicas. Es más, la crisis afecta más profundamente a sus países de origen, como ocurre en otras partes del mundo y, lejos de desanimar la inmigración a los EE. UU., la propicia con mayor intensidad.
Muchos emigrantes cruzan la frontera de México hacia los Estados Unidos de manera ilegal, a pesar del esfuerzo de prevención por parte de ambos países de concienciar de los posibles riesgos por los que atraviesan día tras día los emigrantes.
En el año 1950, la comunidad de origen "hispano" tenía una población en los Estados Unidos que no superaba el 1%. Ese porcentaje fue creciendo al pasar de los años y subió al 10,2% en el año 1995 y al 14% en el año 2006, y se estima crecerá al 24,5% en el año 2050, aunque datos más actualizados estiman que llegará al 30% para esta última fecha.
Desde la anexión por parte de los EE. UU. de otros territorios fuera de las 13 colonias originales, como en el caso de la compra de Luisiana, la compra de Florida, la compra de Alaska, los territorios mexicanos conquistados tras la guerra entre México y EE. UU., validados en el Tratado de Guadalupe Hidalgo, y la anexión de Puerto Rico y  de las Filipinas, tras la guerra hispano-estadounidense, los residentes de los territorios anexados pasaron a ser ciudadanos estadounidenses o carecer de reconocimiento por ser nativos, Los sucesivos gobiernos estadounidenses practicaron repetidamente la negación política de la identidad cultural de las comunidades humanas. Así para el censo de población en EE. UU. del año 1950, la comunidad de origen hispano tenía una población que no superaba el uno por ciento; 45 años más tarde, en el año 1995, se eleva al 10,2% y al 14% en el año 2006.
Como puede verse en el cuadro de inicio, la población estadounidense está cambiando bastante radicalmente. En la década de  los años 50, estaba básicamente integrada por una enorme mayoría blanca anglosajona (87,5%), una minoría morena o afroamericana (10%) y con minoría de otros orígenes étnicos autóctonos del continente. En cambio, actualmente está reduciéndose porcentualmente la población blanca anglosajona a la mitad y la otra mitad está integrada por tres grandes minorías, la hispana (14,5%), la morena o afroamericana (12,6%) y la asiática (8,3%), más una minoría indígena más reducida (0,9%). Respecto al impacto, la población blanca anglosajona reduce su presencia porcentual a la mitad, mientras que la incrementan notablemente los hispanos y asiáticos.
En el año 2008, la Oficina del Censo de los EE. UU. estimó que el crecimiento de la comunidad hispana es incluso mayor de lo que se estimada 10 años antes, por lo que en el año 2042 la población "blanca" dejará de ser mayoría en ese país. El aumento de la población hispana llegará a tal punto que, para el año 2050, la primera minoría entre los niños (39%) será hispanos, superando a los blancos anglosajones (38%). Los datos censales actualizados indican que en el año 2008, existen 46,7 millones de hispanos documentados viviendo en los EE. UU. y probablemente otros 20 millones de indocumentados y que la comunidad llegará a 132,8 millones en el año 2050.

Pirámide poblacional de hispanoamericanos en 2020

Con esa cantidad, los hispanos pasarán a ser el 30% de la población estadounidense, de modo que, de cada tres personas, una de ellas será de origen hispano.
Los centros más importantes de población hispana se encuentran en los estados de California, Texas, Nuevo México, Colorado, Arizona, donde existe una presencia chicana anterior a la llegada de los anglosajones; Florida, excolonia de España y "puerta de entrada" de Hispanoamérica a los Estados Unidos; y Nueva York-Nueva Jersey. 
Un caso singular dentro de los Estados Unidos es el estado libre asociado de Puerto Rico, que tuvo como único idioma oficial el español y más tarde incorporó el idioma inglés como idioma oficial. Aun así, el español sigue siendo la lengua materna de casi el 100% de la población puertorriqueña. Puerto Rico, que anteriormente había votado por seguir siendo un estado libre asociado, en el año 2012 votó a favor de iniciar conversaciones para convertirse en el estado número 51 de la Unión Americana.
Se estima que en el año 2060, la población blanca no hispana será solo el 43% de la población total de los Estados Unidos, mientras que la población hispana será de más del 30%. El resto serán los morenos o afroamericanos y otras minorías, como las asiáticas, que también han tenido un crecimiento importante en el país.
En el estado de California la población hispana ya es la mayoría, representando un 39% del total del estado, frente al 38% que representa la población blanca no hispana.
Hasta el momento, California y Nuevo México son los estados de los Estados Unidos donde los latinos/hispanos (abrumadora mayoría mexicanos) ya son la mayoría poblacional frente a los blancos no hispanos, mientras que en el estado de Texas, la población latina/hispana sigue en ascenso y se prevé que en un futuro cercano también pueda ser de mayoría hispana.

### El caso de la influencia de los mexicanos

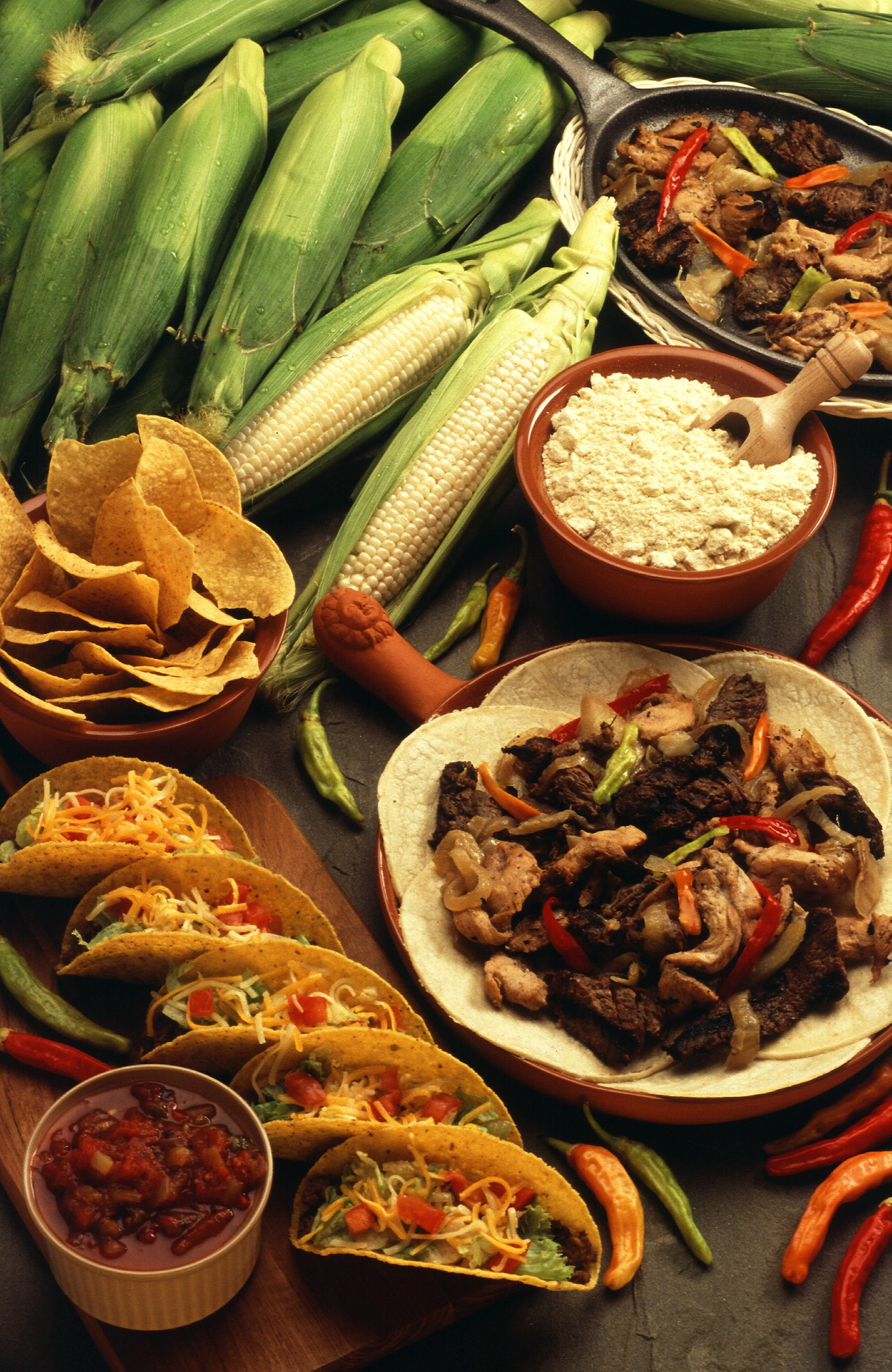
La comida mexicana se ha convertido en parte del mercado estadounidense.

De una población de casi 60 millones de hispanos/latinos en los Estados Unidos, 63% son de origen mexicano; más de 36 millones.
Los mexicanos también representan el grupo de extranjeros más grande en los Estados Unidos y, a diferencia de lo que sucedía hace algunas décadas, los mexicanos que arriban recientemente a los Estados Unidos tienen más posibilidades de tener estudios universitarios y conocimiento del inglés.
Un estudio de la Universidad de Georgia afirma que los mexicanos y los mexicano-estadounidenses tienen un poder adquisitivo de 881,000 millones USD, lo que representa el 57.2% del poder adquisitivo total de la población latina en los Estados Unidos, mientras que más de 1.2 millones de mexicanos son emprendedores, cifra mayor a la de los asiáticos y los morenos o afroamericanos en este rubro.
Según el Departamento de Trabajo de los Estados Unidos, la fuerza laboral de los mexicanos es la más numerosa dentro de la comunidad hispana de 16 años de edad o más y ha aumentado de 11 a más de 30 millones de personas de 2000 a 2018.

"México está reconquistando con el vientre de sus mujeres una parte de lo perdido".

"Estados Unidos termina siendo oficialmente una nación bilingüe, no tengo duda, es cuestión de tiempo y… de fecundidad".
José Mujica

## La migración hispana

Proporción de estadounidenses que son hispanos en cada Estado de los Estados Unidos, el distrito de Columbia y Puerto Rico según el censo de Estados Unidos de 2020

Ya a partir de la Segunda Guerra Mundial (1939-1945), comenzó una corriente de emigración creciente de trabajadores de diversos países de Hispanoamérica hacia los Estados Unidos. Por el tamaño de su población, la mayoría provienen de México, pero los porcentajes de inmigrantes provenientes de países centroamericanos y el Caribe también son muy altos, comparados con la población de los países de origen. Los hispanoamericanos representan la gran mayoría de la población latina de los Estados Unidos.
5 millones de estadounidenses de origen puertorriqueño viven en los Estados Unidos, cosa que supera a los 3.725.800 que viven en las islas (Commonwealth of Puerto Rico). Donde más han emigrado es a los estados de Florida, California y Nueva York, en la ciudad de Nueva York.
A partir del año 1940, empezaron a emigrar como braceros a los Estados Unidos personas pertenecientes a las comunidades indígenas hispanoamericanas, en un principio de México y luego procedentes de toda Centroamérica. Esta migración, que constituye un grupo creciente, no puede cuantificarse con rigor, ya que es la más afectada por la clandestinidad y la falta de estudios especializados. 
Las comunidades indígenas sufrían una mayor presión social en sus países de origen debido a la exclusión social y las consecuencias de los conflictos armados entre los distintos grupos de poder. Especialmente en Guatemala y El Salvador, las estadísticas de la emigración coincidieron en sus más altos picos de salida poblacional con la represión subsiguiente a las guerras civiles, pero la migración indígena actual está ligada sobre todo al proceso de industrialización de la agricultura, y a partir de los años cuarenta y sobre todo a partir del año 1980, con la rápida transformación de la economía agrícola tradicional en una agricultura enfocada en las necesidades de las comunidades urbanas industriales, por ejemplo, monocultivos para biodiésel o algodón. Esta industrialización provocó un descenso de las actividades agrícolas tradicionales de abastecimiento de las regiones indígenas, y privilegió importantes inversiones de capital para apoyar una agricultura productiva comercial, mediante transporte, créditos, semillas mejoradas, fertilizantes, tractores, etc. Mientras que la merma restante procede de la transformación humana del territorio. Durante generaciones, en la agricultura tradicional los bosques se talaban para cultivar la tierra. Debido a la ecología de la selva tropical, se pierden rápidamente sus nutrientes y las cosechas disminuyen consecuentemente, de modo que se necesitan nuevas tierras para obtener cosechas. Aunque el proceso era destructivo, el escaso poblamiento humano impedía que el resultado afectase a la población. 
El proceso se aceleró mucho en la época colonial y más aún a lo largo de los siglos XIX y XX. A las llanuras resultantes se unieron por ejemplo, las que fueron deforestadas a principios del siglo XX para producir el carbón que alimentaría al ferrocarril, y las áreas de cultivos como el banano, la caña de azúcar, el cacao o el café. El subsiguiente sobrepastoreo de los prados resultantes hizo desaparecer las gramíneas nativas y transformó los pastos en matorrales improductivos con amplias superficies de suelo expuestas y erosionadas. Aunque los territorios restantes bastarían todavía para alimentar a sus habitantes, la mayoría de las tierras cultivables experimentan la mala gestión de los países y la concentración de su propiedad en manos de unos pocos privilegiados todopoderosos. Las comunidades indígenas, así como otras (ladinos, mestizos, negros, etc.), se vieron privadas de alimentos para satisfacer a su población y se vieron forzadas a emigrar para conseguir unos empleos que no les eran accesibles en su lugar de origen.
En un principio, la migración se caracterizó por el desplazamiento de hombres solos, que con el tiempo se fue reforzando con la integración de hermanos, hijos y parientes hasta convertirse en una migración en "masa", con la incorporación de la mujer en dicho proceso como mano de obra para servicio doméstico.
En la actualidad se estima que, de la mayoría de los grupos indígenas, salen por lo menos uno o dos miembros de cada familia de manera temporal, y la emigración a los Estados Unidos se ha extendido a comunidades indígenas de países sudamericanos, como Colombia, Venezuela, el Perú, Bolivia o Ecuador. 
Estos emigrantes son registrados en su mayoría por su país de origen, sin constar su filiación étnica. En los últimos dos decenios, por ejemplo, México ha recibido varios refugiados indígenas originarios de Guatemala que se han considerado mexicanos a su ingreso en los Estados Unidos.

## La cultura hispana en Estados Unidos

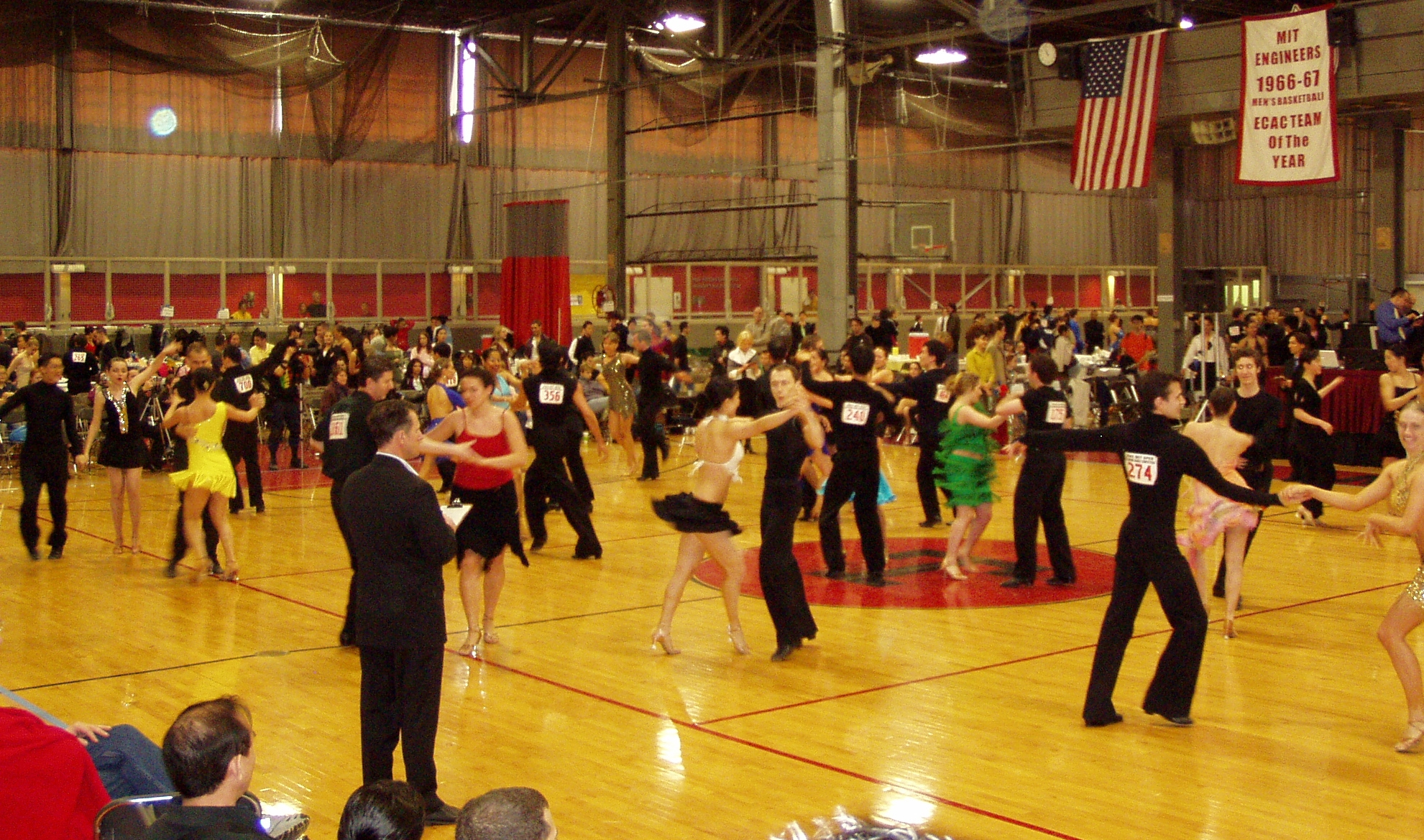
Personas realizando un baile latino en el año 2006.

A diferencia de lo sucedido con otras minorías en los Estados Unidos, el crecimiento de la población de origen hispano se ha visto acompañado de la persistencia de las culturas de origen y muy particularmente del idioma español. 
EE. UU. se expandió desde la fachada costera atlántica a territorios colonizados por comunidades y potencias europeas, principalmente España. Aunque los criollos de origen europeo en muchos casos no alcanzaban al 10 % de la población, los grupos mestizos, mulatos y negros eran mucho mayores, y las políticas segregacionistas practicadas por las autoridades y la nueva población inmigrante estadounidenses les permitieron conservar su cultura. En algunos estados cuyo poblamiento de origen hispánico se remonta a varios siglos, la tradición cultural hispánica estaba en decadencia, pero la llegada de inmigrantes hispanoparlantes ha servido para revitalizar el uso del español y, por tanto, su conservación, reactivando los dialectos criollos en los medios de comunicación. Numerosas comunidades nativas americanas están profundamente influidas por las misiones católicas desde el periodo colonial, cuyos misioneros eran sobre todo hispanos. 
El español se ha hablado en el territorio actual de EE. UU. desde antes de su fundación, alrededor del Nuevo México norteño, Colorado meridional y en la frontera con México desde el siglo XVII.
Existen otras áreas geográficas estadounidenses donde el español se ha hablado de forma ininterrumpida desde el siglo XVIII. Los actuales estados de Texas, Florida, Arizona, Nuevo México, California, Utah, Nevada, Puerto Rico y partes de Oregón, Luisiana, Misisipi, Alabama, Colorado, Washington y Wyoming fueron colonizados por España y muchos de ellos formaron parte de México un tiempo. En el Delta del Misisipi hay una comunidad conocida como los isleños de Luisiana que está asentada principalmente en la parroquia de Saint Bernard. Los isleños de más edad mantienen vivo el dialecto de habla española que sus antepasados llevaron desde las Canarias, entre los años 1778 y 1783.
Pachuco es el nombre del estereotipo que definía a un joven estadounidense de origen mexicano (chicano) que surgió a mediados de los años 20’s del siglo pasado. Para el año 2006, el 63% de los hispanos de los Estados Unidos (44,3 millones) prefería el español como idioma.
La cultura general de Florida está muy influida por su gran población de personas de origen sudamericano, centroamericano y caribeño, procedentes de islas como la República Dominicana, Cuba y Puerto Rico. Gracias a la diversidad de comunidades hispanas que residen en el estado de Florida, se han agrupado en organizaciones y entidades para trabajar en apoyo de sus comunidades, creando estructuras de asistencia social, partidos políticos, escuelas, sindicatos, asociaciones de comercio, centros religiosos, guarderías, etc.

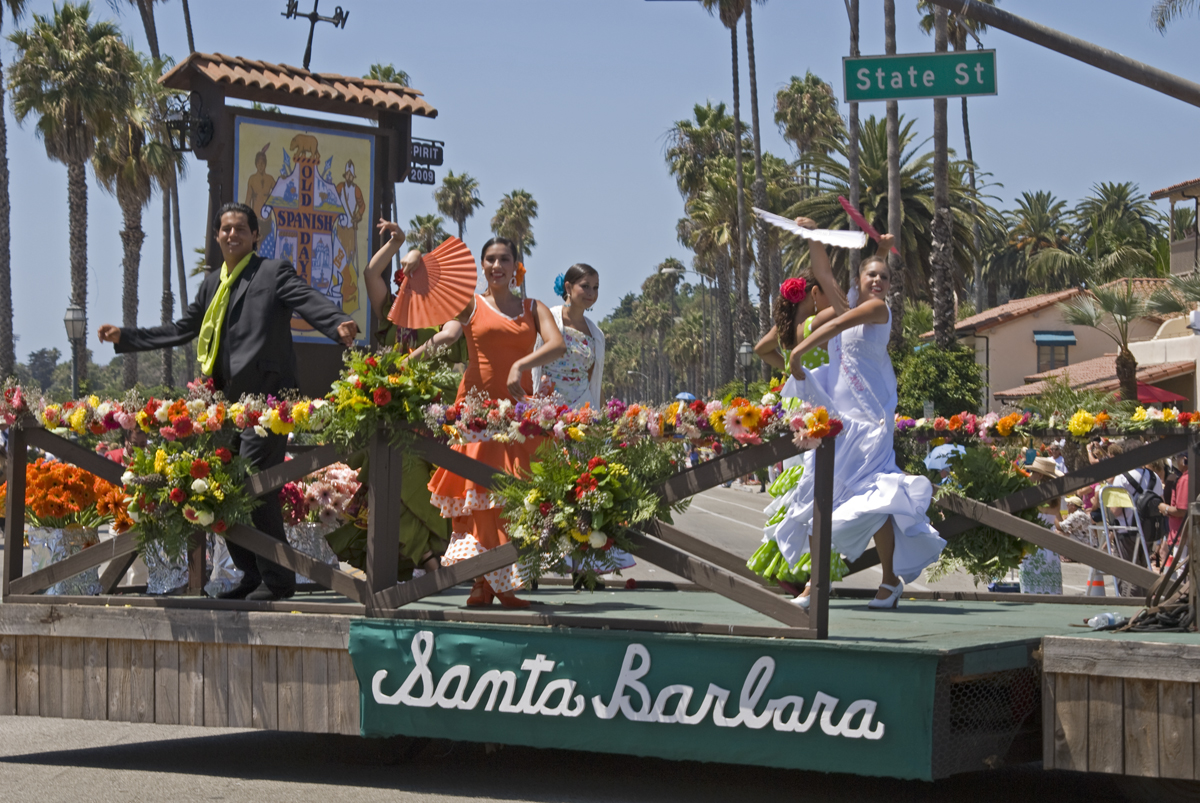
Celebración anual de la fiesta "Old Spanish Days" en Santa Bárbara, California.

Texas tiene una población hispana desde antes de pertenecer a EE. UU. Tras la guerra mexicano-estadounidense, la comunidad hispana dejó de ser mayoría, a pesar de tener una afluencia constante de mexicanos y otros inmigrantes de habla hispana. Actualmente, la población de origen hispánico pasa del 40% del total de la población. 
El español neomexicano es una variedad hablada en los estados estadounidenses de Nuevo México y Colorado e inclusive en el norte del estado mexicano de Chihuahua. Se trata de un dialecto de los primeros tiempos en los que era colonia española y debido a ello ha podido conservar rasgos del castellano medieval, además de hacer uso de gran cantidad de indigenismos (del náhuatl primero y de otras lenguas amerindias locales después y anglicismos después de la anexión estadounidense en 1848.
La presencia de trabajadores mexicanos en las ciudades y en el sur de Nuevo México ha conducido a un fortalecimiento del español estándar mexicano en determinadas zonas, y al confinamiento del habla neomexicana a las zonas más remotas, particularmente en localidades situadas al norte de Nuevo México y sur de Colorado, a lo largo de la frontera entre los dos estados. En la actualidad, de acuerdo con los datos del censo de EE. UU., en los condados del norte de Nuevo México y del sur de Colorado, más del sesenta por ciento de los niños hispanos tienen el español como lengua materna y adquieren el inglés durante su escolarización primaria.
El idioma español en los Estados Unidos es empleado por más de 30 millones de personas como lengua común en el trabajo y en el hogar según el censo del año 2000. Actualmente, el 17,5% de la población estadounidense es de origen hispano, y cerca del 82% de los hispanos conserva la lengua española. La mayoría de los estados del sur, noroeste y noreste de los Estados Unidos, tiene al español como segunda lengua de uso común, aún sin ser reconocida como oficial.
Este fenómeno ha tenido un profundo impacto en la cultura global estadounidense, y asimismo ha originado tendencias conflictivas y nacionalistas por parte de los grupos que se sienten afectados.
El escritor Stan Perea ha analizado esta situación en su libro The New America: The America of the Moo-Shoo Burrito, publicado en 2004:

Algunos años atrás Time Magazine escribió "el crecimiento de la población hispana de los EE. UU. es el fenómeno fundacional más importante de la historia social de los Estados Unidos". Este fenómeno está cambiando el modo en que los estadounidenses comen, trabajan, votan, adoran y se entretienen. De hecho, no es una exageración decir que el cambio demográfico de los Estados Unidos afecta todos los aspectos de la vida estadounidense.

### Religión

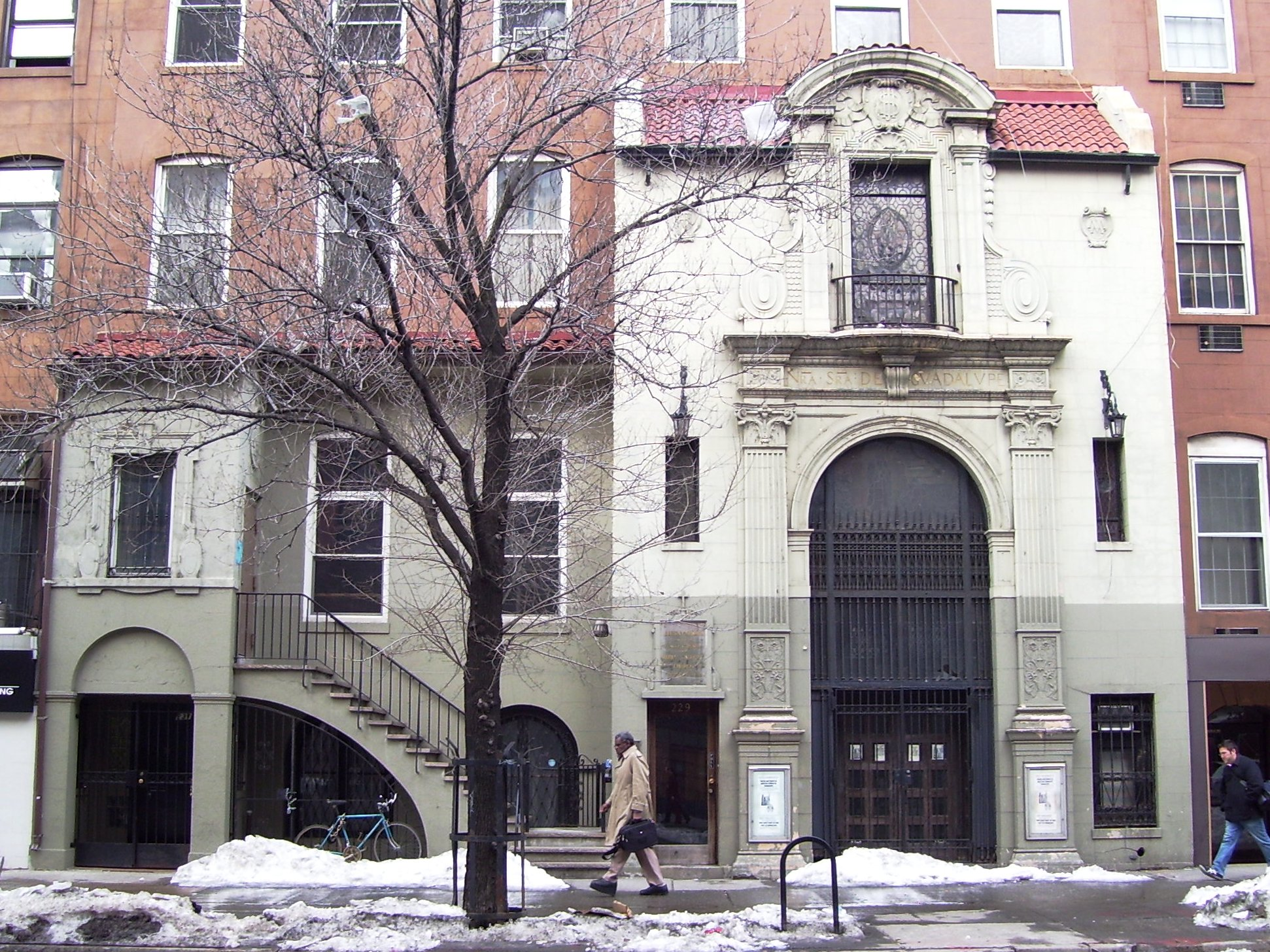
La Iglesia de Nuestra Señora de Guadalupe en Little Spain, núcleo importante durante muchas décadas de la comunidad española en Nueva York.

El catolicismo es la comunidad religiosa más preponderante entre los hispanoamericanos.
Las religiones mayas son practicadas por un porcentaje minoritario de la población de origen mexicano y centroamericano. Sin embargo, debido al alto número de población indígena con su propia religión (politeísta), siempre hubo tendencias al sincretismo religioso entre la gente que habitaba las Américas originalmente. Algunas comunidades preponderantemente amerindias incorporaron elementos de origen africano también. Naciones nativas americanas como los navajos, desde su contacto con los españoles aprendieron partes de su cultura, como la cría de ganado y técnicas de cultivo y fueron influidos por los valores y costumbres religiosas de los misioneros católicos. La población de los indios Pueblo y otros se mantuvo prácticamente estacionaria. Muchos adoptaron nombres y apellidos españoles. Anteriormente, el gobierno estaba en manos de los sacerdotes indios; desde la llegada de los españoles sin embargo, solo las cuestiones puramente civiles fueron controladas por un cuerpo electo indio. En el siglo XIX, una vez desaparecida la influencia política hispánica, tuvieron contacto todavía con su cultura debido a las misiones, las poblaciones hispánicas establecidas e inmigradas y el sincretismo cultural. 
Aunque la religión predominante es el catolicismo, muchos indígenas han incorporado formas tradicionales de adoración. En algunos casos el catolicismo está muy modificado e influido por el sincretismo.
Una gran variedad de religiones sincréticas tienen su origen cultural en gran parte de África. Una creencia común sincrética es la Santería, que fue llevada a Cuba por los esclavos procedentes de África y desde allí se extendió a las islas vecinas. Los practicantes de religiones sincreticas africanas tienen sus raíces mayoritariamente en África occidental, de donde procedía la mayor parte de la población negra llevada a las Américas como mano de obra.  Muestran similitudes además entre sí la Santería, el Vudú en la República Dominicana, el Umbanda y el Orisha del Caribe con el Yoruba, pero existen además muchas creencias Afroportuguesas no americanas, como las procedentes del Golfo de Guinea entre las cuales se halla Guinea Ecuatorial y sobre todo Annobon que aunque tuvieron una gran influencia española.  
La Santería y el Umbanda se desarrollaron a partir de las tradiciones de los Yoruba, uno de los pueblos africanos que fueron importados al Caribe durante el siglo XVI y a través del siglo XIX para trabajar en las plantaciones de azúcar. La Santería mezcla elementos del Cristianismo y de creencias de África occidental y como tal hizo posible que los esclavos conservaran sus creencias tradicionales mientras practicaban el catolicismo.
Los nuevos inmigrantes católicos que llegan a los Estados Unidos provienen de las Filipinas e Hispanoamérica, especialmente de México. Este multiculturalismo y diversidad ha impactado en gran medida al catolicismo en el país. Por ejemplo, muchas diócesis realizan misas tanto en inglés como en español.

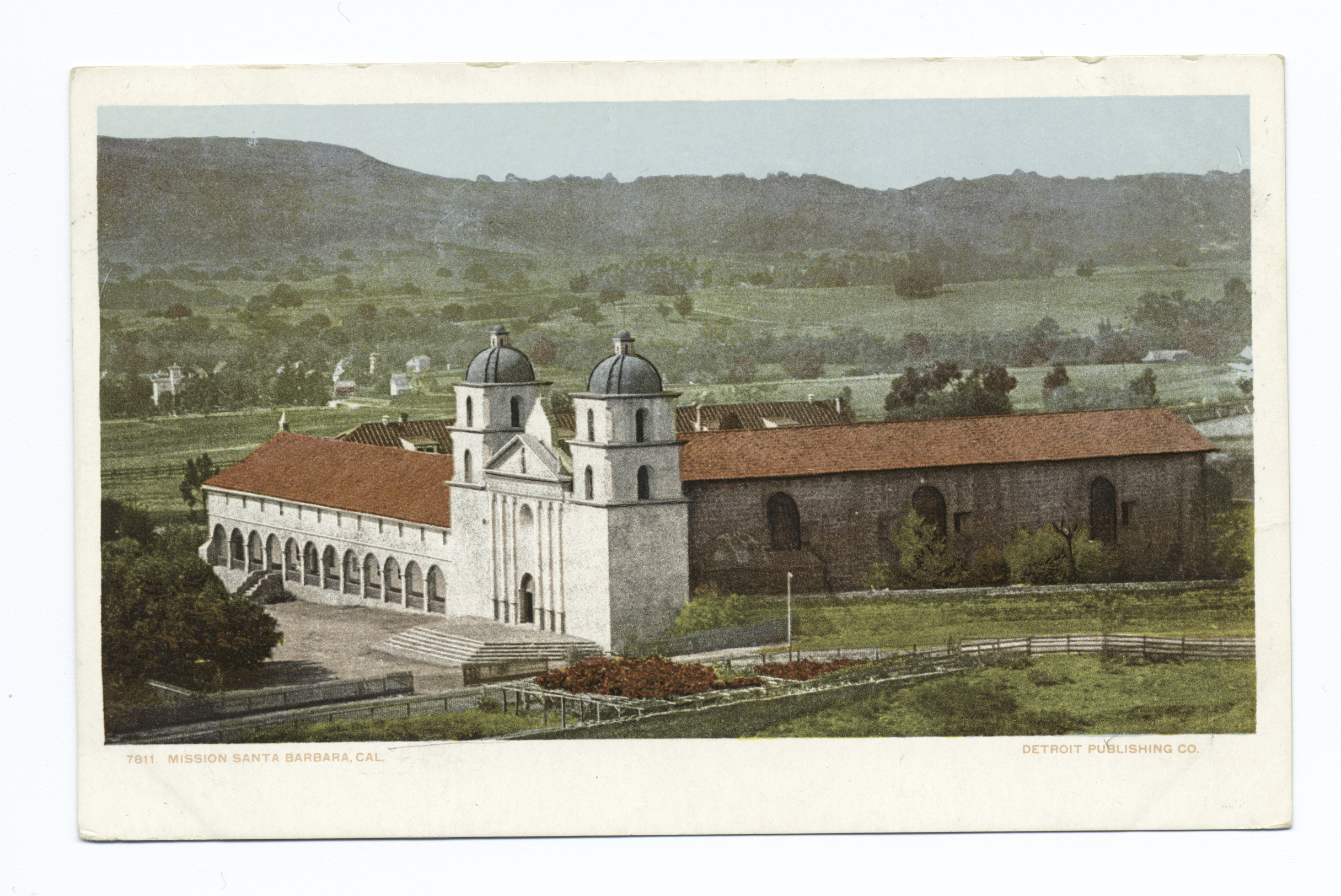
Misión Española Santa Bárbara, fundada en 1786.

El protestantismo cristiano ha aumentado notablemente en décadas recientes. 
Algunos grupos anti-inmigraciones y movimientos nativistas, como los Know Nothing y el Ku Klux Klan, han sido siempre anticatólicos. A través de la historia de los Estados Unidos los católicos han sido perseguidos. Los prejuicios contra los católicos solo lograron aminorarse durante el período del primer presidente católico de Estados Unidos, John F. Kennedy. El Ku Klux Klan discriminaba a los católicos por su etnicidad irlandesa, italiana, polaca o española, y los protestantes trataban a los católicos como antiestadounidenses y papistas, incapaces de pensar libremente sin la aprobación del sucesor de San Pedro. Esto se ha realizado para mantener a los católicos apartados de los estratos de poder debido también a su rápida asimilación de la cultura estadounidense. Fue durante esta época en que los protestantes dieron a los católicos sus sobrenombres peyorativos tales como "paddy", "mick", y "donkey" para los irlandeses o "guinea", "wop", y "dago" para los italianos. Esto dio lugar a que entre los hispanos (y otros latinos) de raza blanca el número de conversiones al protestantismo fuese mayor para evitar la discriminación.
Las conversiones a la fe mormona han sido muy numerosas, posibilitando la inmigración, un empleo en EUA y los estudios superiores a muchos hispanos de cualquier grupo étnico, con su máximo entre la población mestiza procedente de zonas deprimidas del Perú y Centroamérica (Guatemala, El Salvador, Honduras...). Un creciente número de mormones hispanos dicen que intentan usar las enseñanzas mormonas como una razón para convencer a otros de votar posturas a favor de la inmigración. Han llevado a cabo charlas informales sobre inmigración, han protestado afuera de los eventos de campaña y han viajado por varios estados para ayudar a derrotar a otros políticos mormones con posturas contrarias a la inmigración. Como ejemplo, la política mormona de origen hondureño Antonella Cecilia Packard, educada bajo la religión católica, fue estudiante en una universidad en los Estados Unidos y es contraria al republicano Mitt Romney y a cualquier otro político mormón contrario a lo que ella considera el principio básico mormón de proteger a los inmigrantes.
El mormonismo cuenta con 5 "Organizaciones Auxiliares de la Iglesia" como medio para ayudar a la iglesia y sus feligreses. Harold B. Lee, estableció un programa de asistencia social para ayudar a los miembros en dificultades que se convirtió en un modelo de ejemplo para toda la Iglesia. Estas organizaciones auxiliares de asistencia social han contribuido a un gran auge en las conversiones y la inmigración de hispanoamericanos mormones a EUA.

## Los vínculos entre las comunidades y culturas "hispanas" en Estados Unidos e Hispanoamérica
A diferencia también con lo que suele suceder con las otras comunidades que integran la población estadounidense, la comunidad hispana mantiene estrechos contactos familiares, sociales, económicos y culturales con las naciones y poblaciones hispanoamericanas. Ello ha reforzado los vínculos entre ambas, como lo demuestran las remesas migratorias, que en algunos países representan la principal fuente de ingreso, o el auge del rock & pop latino.
Los centros académicos estadounidenses también están prestando una dedicación creciente al estudio de las manifestaciones culturales hispanoamericanas, al punto que en muchos casos llevan el liderazgo en estas materias.
La emigración es un fenómeno que se da en diferentes países del mundo, pero la ley de la oferta y la demanda se impone y los ríos de migrantes hispanos en busca de empleo no dejan de fluir a los Estados Unidos que prometen cumplir con los sueños de superación economíca y realización personal.
La Oficina del Censo de los Estados Unidos indica que actualmente hay 31.7 millones de hispanos en su territorio -11.7% de la población total-, de los cuales casi veinte millones son de origen mexicano. Por su parte, las autoridades mexicanas señalan que actualmente los mexicanos representan el 65% de los 18 millones de hispanos de Estados Unidos.
Las políticas migratorias entre Estados Unidos y México antes de los atentados del 11 de septiembre de 2001 se enfocaban más en las personas ilegales que entraban que en el terrorismo, sin embargo, existían ya políticas y prácticas que fracasaban en distinguir entre terroristas y viajeros verdaderos.
Como resultado de las medidas de excepción por motivos de seguridad aplicadas por el gobierno tras el atentado terrorista en los Estados Unidos, la vida de los 10 millones de personas que habitan las principales ciudades de la zona fronteriza dejó de ser lo que era. Incluso decreció el flujo de indocumentados. Según autoridades de Migración, el paso de individuos entre ambos países cayó 25%; el comercio, principalmente del lado norteamericano, descendió más de 50%, y en algunas ciudades las ventas se desplomaron hasta 80%.
Este problema no solo obligó a los Estados Unidos a tomar medidas de seguridad en las zonas fronterizas sino que también México tuvo que implementar más vigilancia en sus fronteras para evitar el cruce de indocumentados, previniendo así el acceso de posibles terroristas.
El incremento de la vigilancia en la frontera provocó que se incrementasen más los cruces clandestinos. Se tomó la ruta alterna de pasar por los desiertos de Sonora-Arizona arriesgando la vida de los indocumentados.
Además de aumentar los recursos humanos de control de la inmigración, se incluyeron mecanismos electrónicos de vigilancia para tener un mayor control de personas que ingresan a Estados Unidos; y no solo en esa nación, sino también en los aeropuertos mexicanos se tomaron medidas como apoyo para el país vecino. 
En consecuencia, además de un declive en la llegada de investigadores, científicos y turistas tuvo un impacto adverso en importantes sectores de la economía de Estados Unidos, el que se la privó poco a poco de los trabajadores más jóvenes que pagaban los impuestos que mantienen a una población nativa que envejece rápidamente, agudizando la crisis social de amplios sectores estadounidenses que deben su prosperidad al dinero que gastan los inmigrantes en educación, vivienda, sanidad, alimentación, transporte y en cubrir el resto de sus necesidades sociales. La mayor parte de la población en América hispana está compuesta por jóvenes, menores de 25 años. La última crisis económica de los Estados Unidos y Europa que golpeó a Hispanoamérica fue a finales de 2008 y provocó una nueva diáspora.
Los hijos nacidos en EUA de los inmigrantes hispanoamericanos ilegales y expulsados junto a sus padres a sus países centroamericanos (en su mayoría) de origen durante la administración Bush, al alcanzar la mayoría de edad legal ingresan legalmente a EUA como ciudadanos estadounidenses. Aunque se cifran en unos pocos miles, el hecho es singular ya que suelen desconocer el inglés y son acompañados frecuentemente por su pareja o sus descendientes también hispanoparlantes.